# Pasqualina
Pasqualina ist ein weiblicher Vorname.

## Herkunft und Bedeutung
Der Name ist die italienische weibliche Form von Pascal.
Die männliche Form lautet Pasquale. Andere weibliche Varianten sind Pascale und Pascaline (französisch) sowie Pascuala (spanisch).

## Bekannte Namensträgerinnen
- Pasqualina Napoletano (* 1949), italienische Politikerin und Lehrerin
- Pascalina Lehnert (1894–1983), Nonne, Haushälterin von Papst Pius XII.